# Махасвета Деви
Махасвета Деви (бенг. মহাশ্বেতা দেবী, Môhashsheta Devi; 14 января 1926, Дакка, Британская Индия — 28 июля 2016, Калькутта) — индийская писательница и поэтесса, драматург, правозащитница.

## Биография
Родилась в семье писателя и поэта Маниша Гхатака, старшего брата режиссёра Ритвика Гхатака. Её мать, Дхаритри Деви, была писательницей и общественным деятелем. Окончила университет Висва-Бхарати со степенью бакалавра. В Калькуттском университете получила степень магистра.
Махасвета Деви за свою карьеру написала более 120 книг, включая 20 сборников рассказов и около 100 романов, некоторые из которых перевела на английский язык Гаятри Чакраворти Спивак. Махасвета Деви описывала и изучала положение общин коренных народов, женщин, трудящихся и далитов в Западной Бенгалии, а также защищала их интересы как активистка. В этой связи она с левых позиций критиковала политику коммунистического правительства Западной Бенгалии и поддержала Мамуту Банарджи, победившую на провинциальных выборах после 34-летнего правления КПИ(М).

## Личная жизнь
В 1947 году вышла замуж за драматурга Биджона Бхаттачарья. В 1948 году у них родился сын, Набарун Бхаттачарья, который стал писателем. После развода с Бхаттачарья, вышла замуж за писателя Асита Гупта в 1962 году, но в 1976 году они развелись.

### Экранизации произведений М. Деви
- «Революция»[англ.] (1968) — экранизация Layli Asmaner Ayna, рассказывающей о культе туги в Варанаси.
- «Плакальщица»[англ.] (1993)
- Hazaar Chaurasi Ki Maa[англ.] (1998)
- Maati Maay[10] (2006) — экранизация Daayen[11]
- Gangor (2010) режиссёра Italo Spinelli — экранизация Choli Ke Peeche из книги Breast Stories

## Премии и награды
- 1979: Sahitya Akademi Award to Bengali Writers[англ.]: — Aranyer Adhikar (роман)
- 1986: Падма Шри[4]
- 1996: Джнянпитх
- 1997: Премия Рамона Магсайсая — Journalism, Literature, and the Creative Communication Arts[4][12]
- 1999: Honoris causa — Indira Gandhi National Open University (IGNOU)
- 2003: Орден Искусств и литературы — ведомственная награда Франции[13]
- 2006: Падма Вибхушан — вторая по высоте гражданская награда Индии
- 2010: Yashwantrao Chavan National Award
- 2011: Bangabibhushan[англ.] — правительственная награда Правительства Западной Бенгалии[англ.]
- 2012: Sahityabrahma — премия 4thScreen-IFJW.
- 2014: Mamoni Raisom Goswami National Award